# Vide (astronomie)
Pour les articles homonymes, voir vide.

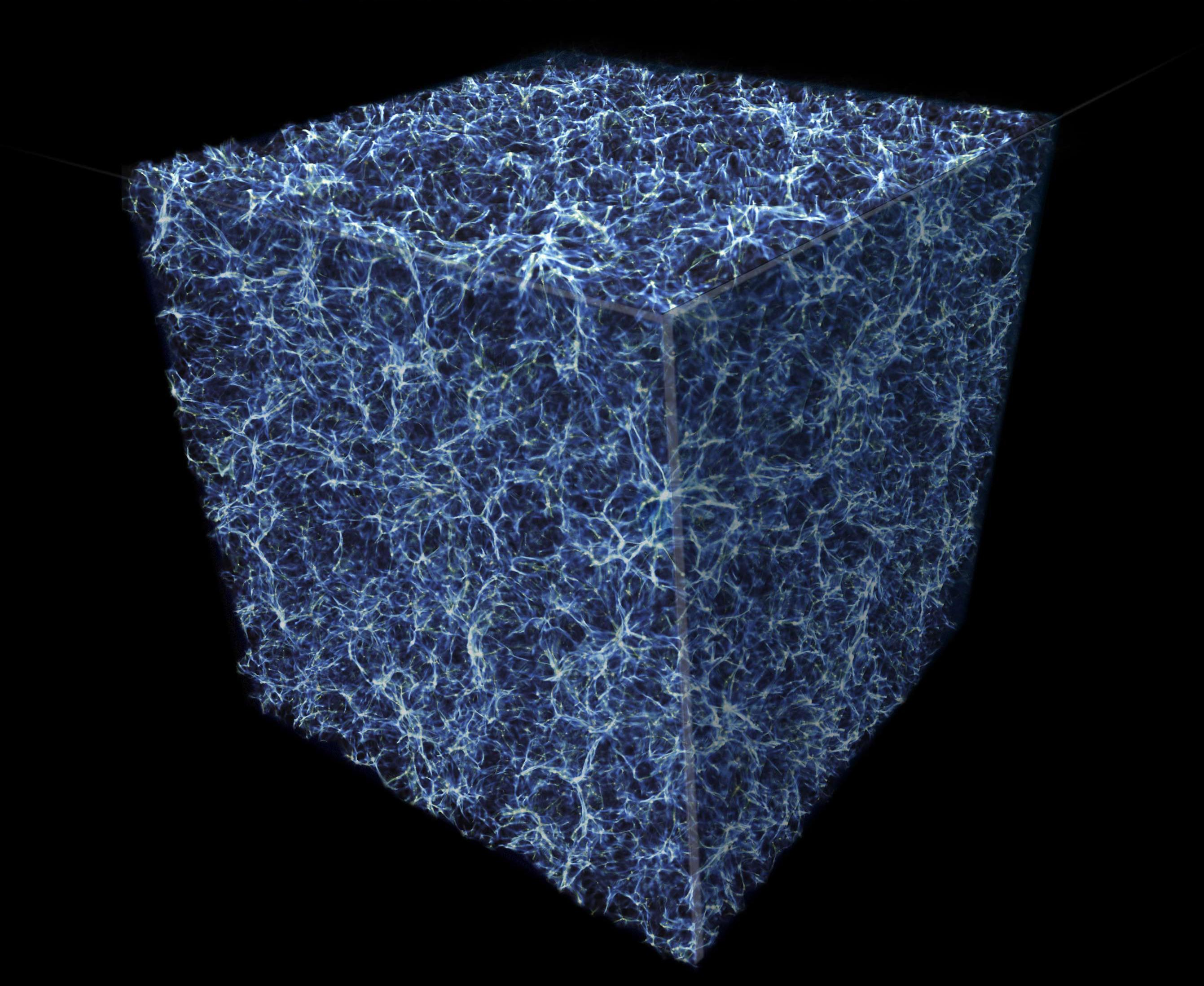
Distribution de la matière dans une section cubique de l'Univers. Les structures composées de fibres bleues représentent la matière (surtout de la matière noire) alors que les régions noires représentent les vides cosmiques.

En astronomie, un vide est un espace dont la densité de matière est extrêmement faible, situé entre des filaments galactiques reliant des superamas, les plus grandes structures de l'univers. Ces vides ont généralement un diamètre allant de 11 à 150 Mpc. Lorsque des vides prennent de telles dimensions, ils sont parfois appelés supervides. Les vides situés dans des régions à forte densité de matière sont plus petits que ceux situés dans des régions moins denses de l'univers.

## Liste des vides
Un recensement de 1994 a établi une liste de 27 supervides situés à une distance inférieure à 740 Mpc.
| #  | Nom                                | Distance (h-1Mpc) | Diamètre (h-1Mpc) |
| -- | ---------------------------------- | ----------------- | ----------------- |
| 1  |                                    | 134               | 88                |
| 2  |                                    | 207               | 96                |
| 3  |                                    | 216               | 72                |
| 4  |                                    | 241               | 86                |
| 5  |                                    | 129               | 92                |
| 6  |                                    | 236               | 72                |
| 7  |                                    | 248               | 100               |
| 8  |                                    | 201               | 76                |
| 9  | Supervide méridional local (en)    | 96                | 112               |
| 10 |                                    | 246               | 144               |
| 11 |                                    | 160               | 92                |
| 12 |                                    | 227               | 106               |
| 13 |                                    | 246               | 94                |
| 14 |                                    | 167               | 68                |
| 15 |                                    | 241               | 98                |
| 16 |                                    | 222               | 74                |
| 17 |                                    | 216               | 94                |
| 18 |                                    | 119               | 102               |
| 19 |                                    | 119               | 108               |
| 20 | Vide du Bouvier                    | 216               | 78                |
| 21 |                                    | 143               | 116               |
| 22 |                                    | 246               | 96                |
| 23 |                                    | 219               | 72                |
| 24 | Supervide septentrional local (en) | 61                | 104               |
| 25 |                                    | 198               | 74                |
| 26 |                                    | 246               | 80                |
| 27 |                                    | 241               | 70                |

Le tableau ci-dessus ne mentionne pas :
- le Vide local[6],
- le vide du Capricorne,
- le vide de Cassiopée-Céphée[7],
- le vide de la Chevelure (de Bérénice)[8],
- le vide de la Colombe,
- le vide du Fourneau,
- le vide du Grand Chien,
- le vide de l'Éridan[9],
- le vide d'Hercules[10],
- le vide du Microscope (en)[11],
- le vide d'Ophiuchus[12],
- le vide de Pégase[13],
- le vide de Persée-Poissons[14],
- le vide du Sculpteur[15],
- le Grand Vide (en) (dans les Chiens de Chasse),
- le vide KBC

## Carte

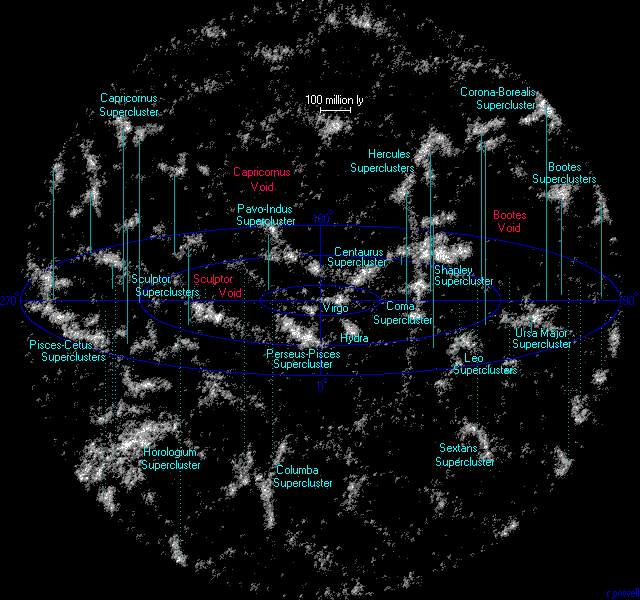
Carte de l'univers à un milliard d'années-lumière de la Terre montrant les vides et superamas locaux.